# فهرست افراد دانشگاه تهران
پرفسورعلی اصغرخدادوست استادپزشکی وچشم پزشک نابغه ایران درسطح جهان

## بنیان‌گذاران
- محمود حسابی، مؤسس

## رؤسا
| - 1. Dr. Ali-Akabr Hekmat from 1934 to ۱۹۳۸ - 2. Dr. Ismail Merat from 1938 to ۱۹۴۱ 1. Dr. Issa Sadigh-Alam 2. Dr. M. Tadayyon 3. Dr. M. Adl - 6. Dr. علی‌اکبر سیاسی from 1942 to 1954 - 7. Dr. منوچهر اقبال from 1954 to 1959 - 8. Dr. A. Farhad-Motamed from 1959 to ۱۹۶۲ - 9. Dr. J. Saleh from 1962 to 1. Dr. فضل‌الله رضا 2. Dr. A. Aalikhani - 12. Dr. Houchang Nahavandi from 1971 to ۱۹۷۷ 1. Dr. A. Hooshang-Sharifi 2. Dr. Gh. Motamedi 3. Dr. A. Sheibani 4. محمد ملکی | 1. Dr. H. Aarefi 2. Dr. A. Mehdizadeh-Shahri 3. Dr. A. Gorji 4. Dr. A. Sheibani 5. Dr. B. Yazdi-Samadi 6. Dr. M. Farhadi 7. E. Evini 8. Dr. H. Forootan 9. Dr. M. Rahimian 10. Dr. G. Afrooz - 27. Dr. محمدرضا عارف ? - 1997. 1. Dr. M. Khalili Araghi 2. Dr. R. Faraji-Dana 3. عباسعلی عمید زنجانی 4. Dr. فرهاد رهبر 5. محمود نیلی احمد آبادی |

## فارغ التحصیلان

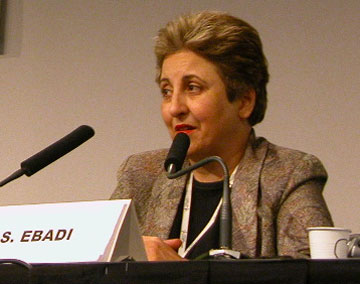
شیرین عبادی، در سخنرانی جایزه نوبل

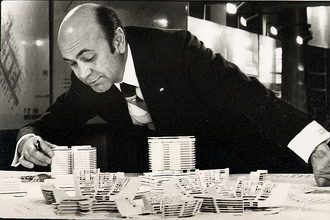
حیدر غیایی، معماری

### برندگان جایزه نوبل
- شیرین عبادی. برنده جایزه نوبل سال ۲۰۰۳

### دانشمندان و تکنولوژی
- لطفی زاده، مخترع منطق فازی
- مسلم بهادری، پزشک و مدرس دانشگاه
- احمدرضا ده‌پور،
- نادر انقطاع، مخترع پوشش پلاسمونیک
- علیرضا مشاقی، دانشمند ایرانی در دانشگاه هاروارد آمریکا و دانشگاه لیدن هلند؛ بنیان‌گذار تحصیلات همزمان در نظام آموزشی ایران و اولین فارغ‌التحصیل دورشته ای ایران
- عبدالحسن فرهودی، پزشک ایمونولوژیست
- حسن فرسام، استاد دانشگاه
- مهدی قالیبافیان، مهندس عمران
- بهزاد قربانی، ایمنی‌شناس
- حسین گل‌گلاب، گیاه‌شناس، ادیب، نویسنده، شاعر، مترجم، استاد دانشگاه، نوازنده، موسیقی‌دان، عکاس
- مهدی گلشنی، فیزیک‌دان
- علی جوان، مخترع لیزر گازی
- کمال‌الدین جناب، پیشگام فیزیک هسته‌ای در ایران
- کارو لوکاس، از پژوهشگران به‌نام سیستم‌های هوشمند
- محمدعلی مجتهدی گیلانی، پژوهشگر مکانیک مایعات
- توفیق موسیوند، مخترع پمپ قلبی مصنوعی
- کاوه پهلوان، مؤسس و مدیر مرکز مطالعات شبکه‌های اطلاعات بی‌سیم، در مؤسسهٔ پلی‌تکنیک ورچستر واقع در ورچستر ماساچوست
- ساموئل رهبر، کاشف هموگلوبین گلیکوزیله
- یوسف ثبوتی، فیزیکدان
- سعید سهراب‌پور، رئیس دانشگاه صنعتی شریف

### روشنفکران، دانشمندان و فلاسفه
- ویلیام چیتیک، اسلام‌شناسان و متخصصان عرفان مولوی و ابن عربی
- حسین الهی قمشه‌ای، فیلسوف و مدرس دانشگاه
- داریوش شایگان، فیلسوف
- عبدالکریم سروش، فیلسوف
- شهرام کهن، فعال عدالت اجتماعی
- سید جواد طباطبایی، فیلسوف و پژوهشگر فلسفه و تاریخ و سیاست.
- پرویز ورجاوند استاد دانشگاه، باستان‌شناس و از فعالین سیاسی تاریخ معاصر
- جبرئیل نوکنده ، باستان شناس ، مدیر کنونی موزه ملی ایران

### زبان شناسان و شخصیت‌های ادبی
- امیرحسین آریان‌پور، جامعه‌شناس، نویسنده، فرهنگ‌نویس
- محمدتقی بهار، شاعر، ادیب، نویسنده، روزنامه‌نگار، تاریخ‌نگار و سیاست‌مدار
- محمدعلی اسلامی ندوشن، نویسنده
- ادیب برومند، شاعر ملی ایران، وکیل دادگستری و رئیس هیئت رهبری و شورای مرکزی جبهه ملی ایران
- بدیع‌الزمان فروزانفر، زبان‌شناس
- سیاوش کسرایی، شاعر
- محمد معین، زبان‌شناس
- یاور همدانی، شاعر، نویسنده و پژوهشگر ادبی
- فریدون معتمد، زبان‌شناس
- شهرنوش پارسی‌پور، رمان‌نویس
- احسان یارشاطر، ایران‌شناس
- عبدالحسین زرین‌کوب، ایران‌شناس
- پگاه احمدی، شاعر و منتقد ادبی
- شهریار مندنی‌پور، نویسنده

### معمار
- هوشنگ سیحون، معمار، رئیس دانشکده هنرهای زیبا

علیرضایونس زاده حقیقی لیسانس هنرهای تجسمی گرایش مجسمه سازی از|زوهشکده علوم وفنو نویدآرمان آتیه تبریز"شاعر"نویسنده"پژوهشگر"مجسمه ساز"روزنامه نگار"خبرنگار"

### سیاستمداران
- محمدعلی ابطحی، معاون رئیس‌جمهور سابق
- عباس امیرانتظام، معاون سابق نخست‌وزیر
- جمشید آموزگار، نخست‌وزیر
- محمدرضا عارف، معاون رئیس‌جمهور سابق
- سید محمد بهشتی، آیت‌الله، رئیس قوه قضائیه
- حبیب‌الله بیطرف، وزیر کابینه
- مصطفی چمران، معاون رئیس‌جمهور و وزیر دفاع سابق
- رحمان دادمان، وزیر کابینه
- عباس آخوندی، وزیر کابینه فعلی
- منوچهر اقبال، نخست‌وزیر
- ادیب برومند، رهبر جبهه ملی
- حسین فاطمی، وزیر سابق امور خارجه
- غلامعلی حداد عادل، رئیس سابق مجلس شورای اسلامی
- جلال جلالی‌زاده، نماینده سابق مجلس
- فاطمه حقیقت‌جو، نماینده سابق مجلس
- سعید حجاریان، اصلاح طلب و از مشاوران رئیس‌جمهور سابق
- مصطفی هجری, leader of Democratic Party of Iranian Kurdistan
- محمدعلی جعفری، IRGC Chief Commander
- مهدی کروبی، reformist politician and chairman of National Trust Party
- کمال خرازی، وزیر دولت، وزیر سابق امور خارجه
- سید محمد خاتمی، رئیس‌جمهور سابق ایران
- سید محمدرضا خاتمی، former secretary-general of the Islamic Iran Participation Front
- احمد خرم، وزیر کابینه
- الهه کولایی، استاد دانشگاه، عضو سابق مجلس
- علی لاریجانی، سخنگوی مجلس و رئیس سابق صدا و سیما
- علی‌رضا مرندی دانشگاهی، از اعضای سابق مجلس
- حسنعلی منصور، نخست‌وزیر
- محسن میردامادی، Secretary-General of the Islamic Iran Participation Front
- غلامحسین محسنی اژه‌ای، رئیس قوه قضائیه ایران
- حیدر مصلحی، وزیر سابق اطلاعات
- منوچهر متکی، وزیر سابق امور خارجه
- میرحسین موسوی، نخست‌وزیر
- بیژن نامدار زنگنه، وزیر کابینه
- محسن نوربخش، former Governor of the Central Bank, cabinet minister, former Member of Parliament
- زهرا رهنورد، سیاستمدار و هنرمند
- مسعود رجوی، رهبر سازمان مجاهدین خلق ایران.
- عبدالله رمضان‌زاده، current professor, spokesman for Khatami's administration.
- محسن رضایی، معاون اقتصادی رئیس جمهور ایران در دولت سیزدهم
- عزت‌الله سحابی، سیاستمدار
- یدالله سحابی، سیاستمدار
- کاظم سامی، وزیر بهداشت سابق
- جعفر شریف‌امامی، نخست‌وزیر سابق
- ابراهیم شیبانی، سفیر ایران، رئیس سابق بانک مرکزی
- مصطفی تاج‌زاده، معاون سابق وزیر کشور
- مرضیه وحید دستجردی، وزیر بهداشت و آموزش و پرورش
- پرویز ورجاوند، وزیر سابق فرهنگ
- علی‌اکبر ولایتی، وزیر سابق امور خارجه
- ابراهیم یزدی، former Deputy Prime Minister, Secretary-General of the Freedom Movement of Iran
- محمدجواد ظریف، وزیر سابق امور خارجه
- مجید سرسنگی، معاون فرهنگی دانشگاه تهران

علیرضایونس زاده حقیقی"لیسانس هنرهای تجسمی گرایش مجسمه سازی"مجسمه ساز"شاعر"نویسنده"پژوهشگر"روزنامه نگار"خبرنگار